# Port-Launay
Port-Launay é uma comuna francesa na região administrativa da Bretanha, no departamento Finisterra. Estende-se por uma área de 2,01 km². Em 2010 a comuna tinha 402 habitantes (densidade: 200 hab./km²).